# Массини, Екатерина Августовна
Екатерина Августовна Массини (наст. Веденяпина; 1838 или 1840—1912) — оперная певица (сопрано), педагог.

## Биография
Училась в Петербургской консерватории, с 1864 года — частным образом в Милане. В 1986 году дебютировала в театре «Ла-Скала» под псевдонимом Массини. Выступала на оперных сценах Милана, Мадрида, Лиссабона, Одессы (1868, 1872—1874), Киева (1874—1878), Москвы. Солистка Большого театра (1876—1881), гастролировала в Казани (1878—1879).
В начале XX века жила в Киеве в доме № 36-а по ул. Саксаганского. В 1900—1912 годах преподавала в Киеве, в частности в Музыкальной школе С. Блуменфельда, и в Одессе. Среди учащихся: Г. Внуковский, И. Варфоломеев, Е. Горянский, М. Донец, Т. Лелива, Д. Рознатовський, М. Ростовская.
Пётр Чайковский посвятил Екатерине Массини романс «Он так меня любил». Последние годы жизни провела в бедности.
Имела гибкий голос нежного, мягкого тембра, лёгкой колоратуры. В репертуаре — партии лирико-колоратурного сопрано, драматического сопрано, меццо-сопрано. Исполняла первые партии Натальи («Опричник» П. Чайковского в Киеве; композитор дал высокую оценку выполнению этой партии); Амнерис («Аида» Верди) в Большом театре; Миньон («Миньон» А. Тома) на российской сцене. Другие партии: Маргарита («Фауст» Гуно), Тамара («Демон» А. Рубинштейна), Агата («Вольный стрелок» Вебера), Адина, Лючия ди Ламмермур, Амина, Валентина, Виолетта, Азучена, Амнерис, Рахиль («Жидовка» Галеви).